# If It Was You
If It Was You je název studiového alba hudebního dua Tegan and Sara, které bylo vydáno 20. srpna 2002. V pořadí druhé studiové album vydané ve spolupráci se společností Vapor Records (album Under Feet Like Ours vydaly nezávisle v roce 1999).
If It Was You bylo nahráno ve studiích Galiano Island a The Factory Studio, až na skladbu "And Darling (This Thing That Breaks My Heart)", které se nahrávalo u Tegan doma.
3. června 2003 vyšla rozšířená verze alba If It Was You. Tato verze navíc zahrnuje bonusovou skladbu ("Come On Kids"), dva hudební videoklipy ("Monday Monday Monday" and "I Hear Noises") a dvě videa obsahující záběry z turné ("Born in the Eighties Tour" a "The Never-Ending Tour").
Singly tohoto alba jsou písně "Time Running", "Living Room", "I Hear Noises", a "Monday Monday Monday". Videoklip k písni "Living Room" byl režírován režisérem Kaare Andrewsem.

## Seznam skladeb
| Pořadí         | Název                                         | Délka |
| -------------- | --------------------------------------------- | ----- |
| 1.             | Time Running                                  | 2:11  |
| 2.             | You Went Away                                 | 2:00  |
| 3.             | Monday Monday Monday                          | 3:18  |
| 4.             | City Girl                                     | 4:02  |
| 5.             | Not Tonight                                   | 2:37  |
| 6.             | Underwater                                    | 2:50  |
| 7.             | I Hear Noises                                 | 3:35  |
| 8.             | Living Room                                   | 2:50  |
| 9.             | Terrible Storm                                | 3:28  |
| 10.            | And Darling (This Thing That Breaks My Heart) | 1:42  |
| 11.            | Want to Be Bad                                | 3:55  |
| 12.            | Don't Confess                                 | 4:32  |
| 13.            | Come On Kids (re-edice z roku 2003)           | 2:52  |
| Celková délka: | Celková délka:                                | 37:26 |

## Obsazení
- Tegan Quin – hlavní interpret, fotografie
- Sara Quin – hlavní interpret, design alba a balení
- Gabe Cipes – basová kytara
- Rob Chursinoff – bubny, perkuse
- David Carswell – multiinstrumentalista, producent, mixing, audio engineering
- Michael Ledwidge – varhany, klávesy, slide guitar
- Ezra Cipes – banjo
- Sheldon Zaharko – audio engineering
- Pascal Leclair – asistent inženýra
- Steve Hall – Audio mastering
- John Collins – multiinstrumentalista, mixing, hudební producent, audio engineering
- Melanie – fotografie
- Demoe – design alba a balení
- Kaare Andrews – autor fotografie na obalu

## Coververze a použití skladeb
- V roce 2004 nahráli Matt Sharp a Maya Rudolph ze skupiny The Rentals cover verzi skladby "Not Tonight" a vystavili ji na internet zdarma ke stažení.